# Jacob Hartog (ondernemer)
Jacob Hartog (Oss, 17 maart 1875 - 4 december 1962) was een Nederlands ondernemer en bestuurder.

## Levensloop
Hartog was bestuurslid van de Margarine Unie en medeoprichter van Unilever. Hij was een zoon van Hartog Hartog, die de Hartogs Vleeschfabrieken te Oss (voorloper van Unox) had opgericht. 
Hartog was een kunstliefhebber en lid van het schilderkunstig genootschap Pulchri Studio, waarvan hij in 1951 tot erelid werd benoemd. Hartog verhuisde voor het uitbreken van de Tweede Wereldoorlog naar Amerika, maar bleef contacten met Pulchri en de Nederlandse kunstenaars houden.
De Jacob Hartog Prijs werd in 1952 door hem ingesteld. Na zijn dood werd de 'Jacob Hartog Stichting' opgericht.